# Albert Frère
Albert Frère (Fontaine-l'Évêque, Charleroi, Bélgica; 4 de febrero de 1926-3 de diciembre de 2018) fue un empresario y banquero belga considerado la persona más adinerada de su país hasta el momento de su fallecimiento.[cita requerida]

## Biografía
Nacido en el seno de una familia acomodada. Su padre, comerciante de clavos y cadenas, murió en 1930. Con 17 años, Albert, el menor de tres hermanos, tuvo que dejar la escuela y llevar el negocio de la familia. Más tarde, en 1954 comenzó a invertir en fábricas de acero belgas y, a finales de la década de 1970 controlaba prácticamente la industria del acero de la región de Charleroi. Previó la crisis del acero y a finales de los 1970s se deshizo de sus empresas siderúrgicas, que vendió al Estado belga por 1130 millones de francos belgas (28 millones de euros) para conservar los puestos de trabajo. Antes fusionó la empresa siderúrgica Cockerill con Sambre y creó Cockerill-Sambre.
Estuvo casado y tuvo tres hijos, Gérald, Ségolène y un tercer hijo que murió en 1981 con 19 años.

## Inversiones
Albert Frère utilizó los ingresos de esta venta para construir un imperio de inversión en todo el holding suizo Pargesa, que fundó con el empresario canadiense Paul Desmarais en 1981. Pargesa se hizo cargo de la sociedad de cartera belga Groupe Bruxelles Lambert en 1982 y en poco tiempo se hizo con participaciones significativas en empresas belgas como Petrofina, Royale Belge Seguros, RTL Group y Tractebel. Más tarde, promovió la venta de Banque Bruxelles Lambert al Grupo ING, los seguros Royale Belge a Axa, Tractebel a  Suez, Petrofina a Total y RTL a Bertelsmann.
Controlaba el 25 % de Bertelsmann, el 4 % de Total, el 7 % de Suez, el 30 % de Imérys y el 21 % de Lafarge. Era copropietario, junto con Bernard Arnault, de LVMH y del Château Cheval Blanc, bodega cerca de Burdeos.
En 2000 adquirió el 5 % de la española FCC. En 2004 compró ediciones Dupuis, que se transformó en el grupo Média-Participations. En 2007 compró el 5 % de la eléctrica española Iberdrola. Ese mismo año, la revista Forbes estimó su fortuna en 3100 millones de euros y lo clasificó en el puesto 278 de la riqueza mundial.

## Cargos y funciones destacadas
- Consejero de la Banca Nacional de Bélgica (BNB).
- Presidente del consejo de administración Groupe Bruxelles Lambert, de ERBE, de Frère-Bourgeois, de la Financière de la Sambre, de FINGEN SA, de Stichting Administratiekantoor Frère-Bourgeois (Países Bajos), de Petrofina.
- Vicepresidente del consejo de administración de Pargesa.
- Presidente del consejo de M6.
- Presidente honorario de la Cámara de Comercio de Charleroi.
- Administrador de LVMH, Château Cheval Blanc, Raspail Investissements, Gruppo Banca Leonardo (Italia), Suez
- Consejero de Assicurazioni Generali SPA

## Distinciones
- Comendador de la Orden de Leopoldo (Bélgica).
- Gran cruz de la Legión de Honor (Francia).
- Oficial de la Orden del Mérito (Alemania).
- En 1994 fue nombrado barón por el rey Alberto II de Bélgica.
- Miembro del Cercle Gaulois.

## Polémicas
Albert Frère se lucró en 2006 con la venta de la refinería Pasadena al grupo Petrobras, según la prensa brasileña. En la operación Lava Jato, la justicia brasileña investigó desvíos por cerca de 4000 millones de dólares en una década al grupo Petrobras.